# 三溪镇 (乐昌市)
三溪镇，是中华人民共和国广东省韶关市乐昌市下辖的一个乡镇级行政单位。

## 行政区划
三溪镇下辖以下地区：
三溪村、石村、白露塘村、神前岭村、车头圆村、大坪头村、仕坑村和丫告岭村。